# Exponentialstrom
Bei Exponentialstrom handelt es sich um dreieckförmige Stromimpulse mit verzögertem Anstieg. Der verzögerte Anstieg ist mit seiner Exponentialform namensgebend.
Exponentialstrom findet Verwendung als spezielle Form der niederfrequenten Reizstromtherapie, da dieser Stromverlauf selektiv nur denervierte Muskulatur reizt. Diese Therapieform ist indiziert bei jeglicher Muskeldenervierung, d. h. bei jeglicher Erkrankung mit Funktionsverlust des zweiten motorischen Neurons, sofern Aussicht auf Nervenregeneration im Krankheitsverlauf besteht. Ziel der Therapie ist die Funktionserhaltung der Muskulatur bzw. Begrenzung der Atrophie während der Nervenregenerationsphase.
Ein weiteres Anwendungsgebiet für Exponentialstrom ist die Reizung glatter Muskulatur, zum Beispiel zur Behandlung chronisch habitueller Obstipation oder auch bei Blasen- oder Wehenschwäche.